# Dansk Biografisk Leksikon
Dansk Biografisk Leksikon (DBL) är det mest omfattande danska biografiska uppslagsverket. Det kallas även "Bricka" efter den första utgåvans redaktör, Carl Frederik Bricka. Verket är en viktig källa till historiska danskar och nordbor. 
Den första upplagan under redaktion av Carl Frederik Bricka skrevs mellan 1887 och 1905 och består av 19 band. Åren 1933–1944 utkom en reviderad upplaga i 27 band, redigerad av Povl Engelstoft och Svend Dahl. Den tredje utgåvan redigerad av Svend Cedergreen Bech gavs ut 1979–1984 i 16 band och innehåller cirka 12 000 biografier från 800-talet till modern tid. Sammanlagt har cirka 20 000 personer biograferats, en eller flera gånger, i de tre utgåvorna, som alla innehåller litteraturhänvisningar om de omnämnda personerna.
Det av Povl Engelstoft och Svend Dahl redigerade mer kortfattade och illustrerade Dansk Biografisk Haandleksikon I-III (1920–1926), som innehåller cirka 6 000 namn, lade tonvikten på 18- och 1900-talet. Handlexikonets förord kungjorde att "det praktiska livets kvinnor och män skulle likställas med konstens och litteraturens". Samtidigt var Dahl och Engelstoft medvetna om att "näringslivets personligheter inte lika lätt bygger sig monument som andens arbetare" och därför innehåller verket fler personer från näringslivet. Brickas första utgåva gav övervägande plats åt präster, författare och militärer. Samtidigt lider Bricka-utgåvan av att samhällssynen i många av biografierna präglas av konservatismen under den så kallade provisorietiden 1885–1894 i Danmark.
Andra upplagan rymde endast 4 % kvinnor, medan andelen i tredje upplagan ökat något till 7–8 %.

## Fördelning av biografier på yrkesgrupper i andra upplagan
| Yrkesgrupp       | Procentandel |
| ---------------- | ------------ |
| Humaniora        | 22,4 %       |
| Konst            | 15,4 %       |
| Administration   | 13,5 %       |
| Näringsliv       | 10,4 %       |
| Naturvetenskap   | 9,5 %        |
| Kulturförmedling | 8,4 %        |
| Försvar          | 8,4 %        |
| Icke-danskar     | 4,6 %        |
| Organisation     | 4,0 %        |
| Teknik           | 2,1 %        |
| Kommunikation    | 0,5 %        |
| Sport            | 0,3 %        |

Den kompletta första upplagan finns tillgänglig online på Projekt Runeberg.

## Utgåvor
- 1887–1905 Bricka Carl Fredrik, red (1887–1905) (på danska). Dansk biografisk Lexikon: tillige omfattende Norge for Tidsrummet 1537-1814. Kjøbenhavn: Gyldendal. Libris 1895009
- 1920–1926 Dahl Svend, Engelstoft P., red (1920–1926) (på danska). Dansk biografisk Haandleksikon. København: Gyldendalske boghandel. Libris 53817
- 1933–1944 Bricka Carl Fredrik, Engelstoft Povl, Dahl Svend, red (1933–1944) (på danska). Dansk biografisk Leksikon. København: Schultz. Libris 1788623
- 1979–1984 Cedergreen Bech Svend, red (1979–1984) (på danska). Dansk biografisk leksikon: grundlagt 1887 af C.F. Bricka og videreført 1933-44 af Povl Engelstoft under medvirken af Svend Dahl (3. udg. /red.: Sv. Cedergreen Bech). København: Gyldendal. Libris 7191556. ISBN 87-00-05551-4 (inb.)